# Puéchoursi
Puéchoursi ist eine französische Gemeinde mit 109 Einwohnern (Stand: 1. Januar 2022) im Département Tarn in der Region Okzitanien. Sie gehört zum Arrondissement Castres und ist Mitglied im Gemeindeverband Communauté de communes Aux sources du Canal du Midi.

## Geografie

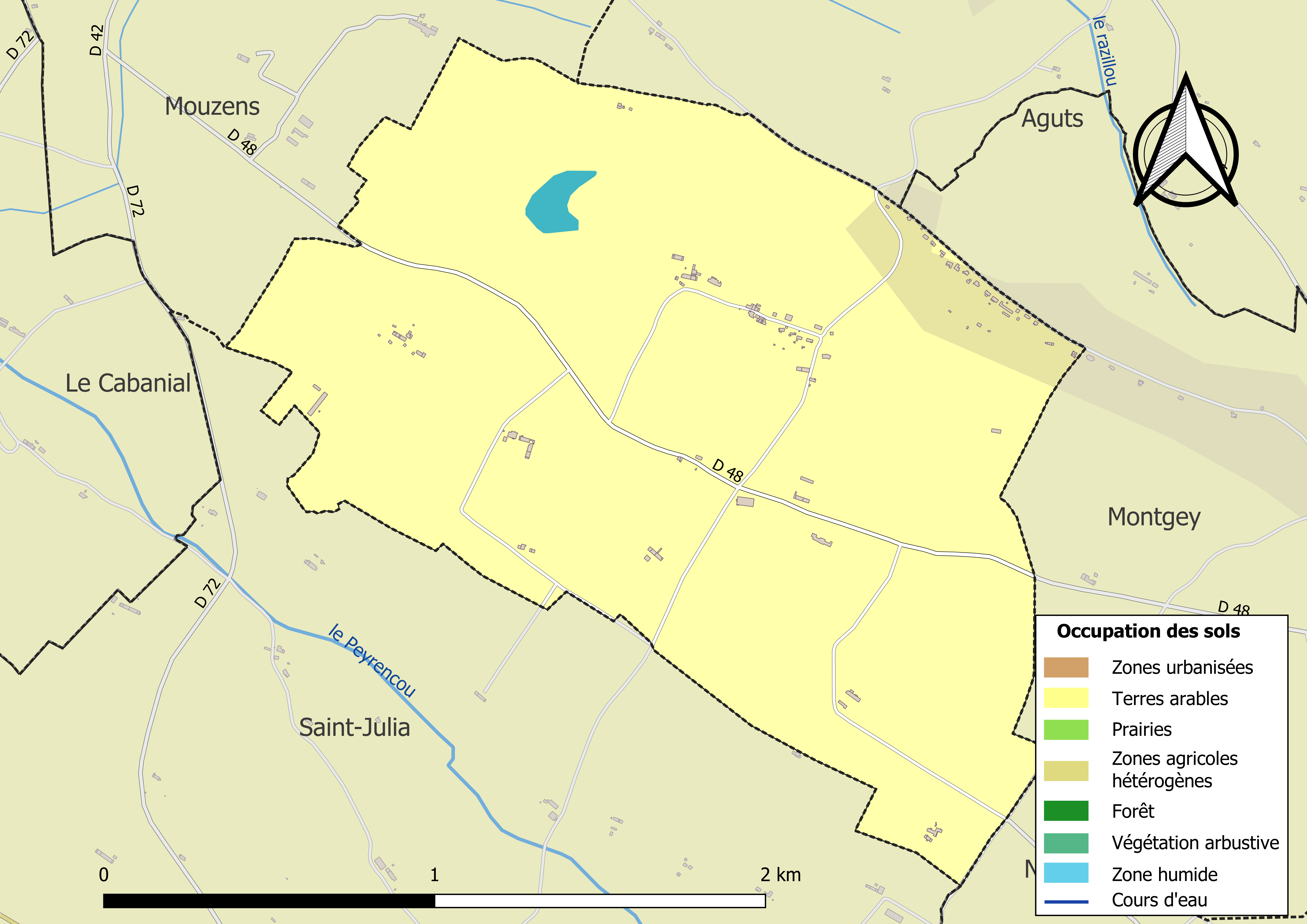
Bodennutzung, Hydrografie und Infrastruktur der Gemeinde (2018)

Puéchoursi befindet sich in der historischen Landschaft des Lauragais am südlichen Rand des Départements an der Grenze zum benachbarten Département Haute-Garonne, etwa 49 Kilometer nordnordwestlich von Carcassonne und etwa 39 Kilometer ostsüdöstlich von Toulouse.
Das Gebiet von Montgey befindet sich im Einzugsgebiet der Garonne und wird von verschiedenen kleineren, teilweise trockenfallenden Bächen entwässert. Nahezu die gesamte Fläche der Gemeinde wird landwirtschaftlich genutzt.
Nachbargemeinden von Puéchoursi sind Mouzens im Nordwesten, Aguts im Norden, Montgey im Osten, Nogaret (Haute-Garonne) im Südosten und Saint-Julia (Haute-Garonne) im Süden.

## Bevölkerungsentwicklung

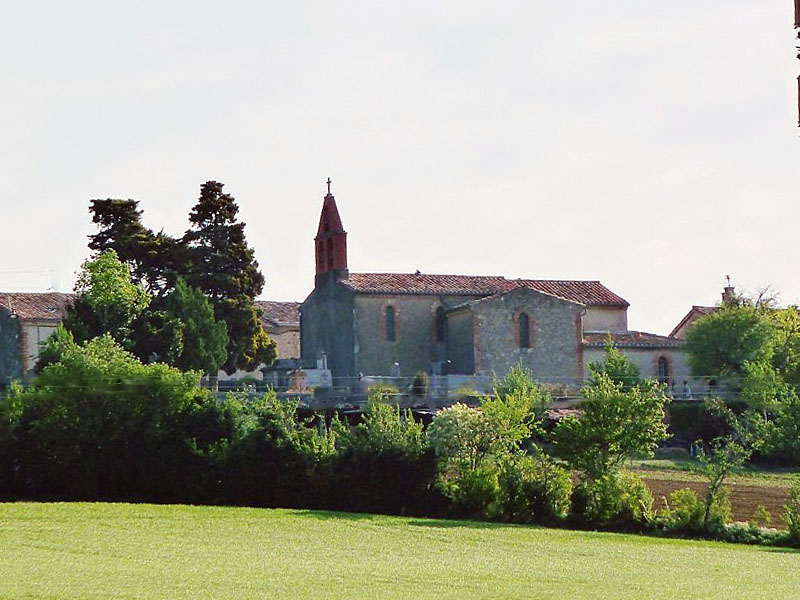
Kirche Saint-Luc

| Puéchoursi: Einwohnerzahlen von 1793 bis 2020                                                                              | Puéchoursi: Einwohnerzahlen von 1793 bis 2020 | Puéchoursi: Einwohnerzahlen von 1793 bis 2020 | Puéchoursi: Einwohnerzahlen von 1793 bis 2020 | Puéchoursi: Einwohnerzahlen von 1793 bis 2020 |
| --- | --------------------------------------------- | --------------------------------------------- | --------------------------------------------- | --------------------------------------------- |
| Jahr |                                               |                                               |                                               | Einwohner                                     |
| 1793 | 1793                                          |                                               | 165                                           | 165                                           |
| 1800 | 1800                                          |                                               | 198                                           | 198                                           |
| 1806 | 1806                                          |                                               | 188                                           | 188                                           |
| 1821 | 1821                                          |                                               | 186                                           | 186                                           |
| 1831 | 1831                                          |                                               | 187                                           | 187                                           |
| 1836 | 1836                                          |                                               | 201                                           | 201                                           |
| 1841 | 1841                                          |                                               | 204                                           | 204                                           |
| 1846 | 1846                                          |                                               | 215                                           | 215                                           |
| 1851 | 1851                                          |                                               | 220                                           | 220                                           |
| 1856 | 1856                                          |                                               | 213                                           | 213                                           |
| 1861 | 1861                                          |                                               | 193                                           | 193                                           |
| 1866 | 1866                                          |                                               | 209                                           | 209                                           |
| 1872 | 1872                                          |                                               | 184                                           | 184                                           |
| 1876 | 1876                                          |                                               | 188                                           | 188                                           |
| 1881 | 1881                                          |                                               | 166                                           | 166                                           |
| 1886 | 1886                                          |                                               | 176                                           | 176                                           |
| 1891 | 1891                                          |                                               | 169                                           | 169                                           |
| 1896 | 1896                                          |                                               | 157                                           | 157                                           |
| 1901 | 1901                                          |                                               | 156                                           | 156                                           |
| 1906 | 1906                                          |                                               | 145                                           | 145                                           |
| 1911 | 1911                                          |                                               | 142                                           | 142                                           |
| 1921 | 1921                                          |                                               | 127                                           | 127                                           |
| 1926 | 1926                                          |                                               | 121                                           | 121                                           |
| 1931 | 1931                                          |                                               | 122                                           | 122                                           |
| 1936 | 1936                                          |                                               | 111                                           | 111                                           |
| 1946 | 1946                                          |                                               | 100                                           | 100                                           |
| 1954 | 1954                                          |                                               | 91                                            | 91                                            |
| 1962 | 1962                                          |                                               | 73                                            | 73                                            |
| 1968 | 1968                                          |                                               | 52                                            | 52                                            |
| 1975 | 1975                                          |                                               | 52                                            | 52                                            |
| 1982 | 1982                                          |                                               | 54                                            | 54                                            |
| 1990 | 1990                                          |                                               | 58                                            | 58                                            |
| 1999 | 1999                                          |                                               | 104                                           | 104                                           |
| 2006 | 2006                                          |                                               | 92                                            | 92                                            |
| 2013 | 2013                                          |                                               | 90                                            | 90                                            |
| 2020 | 2020                                          |                                               | 100                                           | 100                                           |
| Quelle(n): EHESS/Cassini bis 1999, INSEE ab 2006 Anmerkung(en): Ab 1962 offizielle Zahlen ohne Einwohner mit Zweitwohnsitz |                                               |                                               |                                               |                                               |

## Sehenswürdigkeiten
- Kirche Saint-Luc

## Verkehr
Puéchoursi liegt fernab von größeren Verkehrsachsen. Die nachrangige Departementsstraße 48 sowie lokale Landstraßen stellen Verbindungen der Weiler innerhalb der Gemeinde und zu Nachbargemeinden her.